# Pristiphora pallidiventris
Pristiphora pallidiventris är en stekelart som först beskrevs av Carl Fredrik Fallén 1808.  Pristiphora pallidiventris ingår i släktet Pristiphora, och familjen bladsteklar. Arten är reproducerande i Sverige.